# Manuel Marques Esparteiro
Manuel Marques Esparteiro ComSE (Abrantes, Mouriscas, Engarnais Cimeiros, 10 de Fevereiro de 1893 - 18 de Abril de 1984) foi um matemático e professor português.

## Família
Filho de Luís Marques Esparteiro (Abrantes, Mouriscas, 1868 - ?), Comerciante, e de sua mulher Engrácia Lopes (1867 - ?). Era irmão de Jesovina Marques Esparteiro (Abrantes, Mouriscas, Engarnais Cimeiros, 1891), Joaquim Marques Esparteiro, um notável oficial da Marinha, Eduardo Marques Esparteiro (Abrantes, Mouriscas, Engarnais Cimeiros, 1896), António Marques Esparteiro, também um notável oficial da Marinha, Vitorino Marques Esparteiro (Abrantes, Mouriscas, Engarnais Cimeiros, 1900), Jacinta Marques Esparteiro (Abrantes, Mouriscas, Engarnais Cimeiros, 1902) e Exaltina Marques Esparteiro (Abrantes, Mouriscas, Engarnais Cimeiros, 1905), os quais todos estudaram e foram pessoas de relevo.

## Biografia
Frequentou em Elvas o Colégio Elvense, do mourisquense Monsenhor Martinho Lopes Maia, onde cursou estudos secundários.
Foi um brilhante Professor de Matemática na Faculdade de Ciências da Universidade de Coimbra, cidade onde viveu grande parte da sua vida, onde fez o seu Bacharelato com 19 valores a 28 de Julho de 1917. Tirou o curso da Escola Normal Superior da mesma cidade e foi professor no Liceus José Falcão e no Liceu D. João III, também em Coimbra.
Voltando à Universidade de Coimbra, foi Preparador Conservador do Gabinete de Física a 3 de Fevereiro de 1920 e 2.º Assistente a 24 de Março de 1922. Aí fez o seu Doutoramento a 30 de Julho de 1924, também com 19 valores, sendo um dos seus arguentes ou examinadores o sábio Prof. José Vicente Gonçalves, notável matemático do século XX, tornando-se 1.º Assistente a 7 de Maio de 1928, Professor Auxiliar a 18 de Março de 1929 e Professor Catedrático a 17 de Janeiro de 1930. Para aceder a alguns destes cargos teve de prestar provas públicas.
Professor com justa fama de exigente, temido porque muitos sucumbiam nos seus exames, foi uma glória de Mouriscas, terra de cuja existência muitos estudantes sabiam por sua causa e que visitou sempre até ao fim da sua vida e onde passava muito tempo, acolhendo-se à casa onde nasceu, e cuja terra, apesar de ter várias pessoas formadas nos anos de 1920, lhe conferia um especial prestígio pelo facto de ser Professor da Universidade de Coimbra, sendo também muito conhecido da generalidade dos estudantes da Universidade, pois em Coimbra as Faculdades funcionavam perto umas das outras, e da cidade de Coimbra em geral, tornando-se uma lenda vida pelo facto de em qualquer canto do país e do Ultramar haver alguém que tinha sido seu aluno ou dele tinha ouvido falar, sendo conhecido por muitos como o Lente Esparteiro ou o Esparteiro de Coimbra. Ensinava cadeiras obrigatórias para todos ou quase todos os alunos da Faculdade de Ciências, mas também eram seus alunos os estudantes que faziam em Coimbra os preparatórios dos cursos de engenharia que depois completariam na Universidade Técnica de Lisboa ou na Universidade do Porto.
Contavam-se de Manuel Esparteiro muitas histórias. Numa delas, o jovem Carlos Faustino estudava em Coimbra para os preparatórios para ingresso na Escola do Exército e, ao mesmo tempo, jogava futebol na Académica. Houve professores amantes de futebol que generosamente lhe facilitaram a vida, mas a Álgebra Superior correu-lhe mal – o Professor Manuel Marques Esparteiro não foi em futebóis e chumbou-o sem apelo nem agravo. Esta reprovação deu muita alegria às hostes da Académica, por assim poderem contar com o jogador por mais tempo. Era frequentemente visado nas latadas, cortejos em que os caloiros, ridiculamente vestidos, transportavam cartazes de crítica aos professores, à universidade, à cidade, à situação política. Salientou-se também como caçador, transportando de Coimbra vários cães de caça nas alturas apropriadas, e participou em caçadas com importantes figuras do Estado. Era, apesar disso, dado o seu conhecimento de dietas alimentares, seu fervoroso apóstolo, defendendo também o jejum para manter e recuperar a saúde.
Publicou os seguintes trabalhos: O Ensino das Derivadas nos Liceus, Conceito de Integral Definido e Elementos da Teoria das Cúbicas.
Jubilou-se a 10 de Fevereiro de 1963, data da sua última aula. Foi feito Comendador da Ordem Militar de Sant'Iago da Espada a 30 de Junho de 1972.
Morreu em consequência dum atropelamento e faleceu em 18 de Abril de 1984. Foi sepultado nas Mouriscas, em jazigo de família.
A Fonte da Ladeira, na Gelfa, um dos lugares de Mouriscas, tem o nome deste ilustre mourisquense. O mesmo sucede com a via que parte da igreja em direcção à actual estação de caminho de ferro.